# District de Xuanwu (Nankin)
Pour les articles homonymes, voir Xuanwu.
Le district de Xuanwu (玄武区 ; pinyin : Xuánwǔ Qū) est une subdivision administrative de la province du Jiangsu en Chine. Il est placé sous la juridiction de la ville sous-provinciale de Nankin (Nankin).